# 林京子
林京子（日语：／ Hayashi Kyōko，1930年8月28日—2017年2月19日），本名宮崎京子，是一位出身長崎、幼年成長於上海虹口的小說家與散文家。1975年，她以描寫長崎被爆者的作品《祭祀的廣場》（日語：『祭りの場』，或譯《祭場》）獲頒芥川獎，隨後因寫作諸多相關主題作品為人所知。

## 生平
1930年，宮崎京子出生於長崎市東山手町。因父親工作關係，她在不足一歲時就與家人一同遷居上海虹口密勒路（現稱峨嵋路）上一弄堂。此後，附近的黃浦江周圍地區是她成長的主要環境。
1932年及1937年，她在一·二八事變及淞滬會戰發生前後被送回長崎躲避戰禍。
1945年2月，她的父親因獲知日本可能將戰敗，讓妻子先攜帶她與姐妹回日本。因上海與長崎間的海域已遭美軍封鎖，他們由陸路經滿洲國及朝鮮，再乘船前往長崎。抵達諫早後，母親欲將她轉入當地中學就讀，但遭校長排斥拒絕；後轉入長崎高等女學校。
入學後，她因口音與語言理解差異與同學產生隔閡。不久，她又在當地經歷長崎原爆；此後，她因身為被爆者屢遭歧視與排擠。
1972年中日聯合聲明發表後，她開始期盼再訪上海，但同時也因日本社會的反應與兒時記憶的連結而感到猶豫。此後，在社會潮流與氛圍中，她開始撰寫以兒時記憶為題材的作品，1975年憑藉《祭場》獲得第77屆芥川獎，並在1979年發表帶有自傳性質的長篇小說《米歇爾的口紅》（日語：『ミッシェルの口紅』）；在《米歇爾的口紅》中，她寫出了對上海的眷戀，也使用兒童的視角描繪出其中不同角色的多重空間與權利角力關係。
1981年8月，她藉由參加旅行團重返上海，並在返回日本後寫成長篇小說《上海》（日語：『上海』）；其中，她藉由小說敘述者描繪了自己在再訪上海過程中的心路歷程。同時，她因日本反核運動的社會內部紛爭、在美國生活的經驗、冷戰的局勢、中日關係的變化等，她對於相關事物的看法逐漸深廣。

## 語錄
- 「我一直認為，原子彈和放射性物質的問題是全人類的問題，是事關每一個人生命的問題。」[8]